# 乃托站
乃托站（站牌彝文写作ꆻꄧ/liet tuo）是一个成昆线上的铁路车站，位于四川省凉山彝族自治州越西县乃托镇乃托街1号。车站建于1970年，1986年6月1日更名为越西站，2019年车站新建站台雨棚一座，以方便旅客候车。因峨广铁路在越西县的新建客运车站将被命名为越西站，2022年10月25日本站复名乃托站。

## 概要

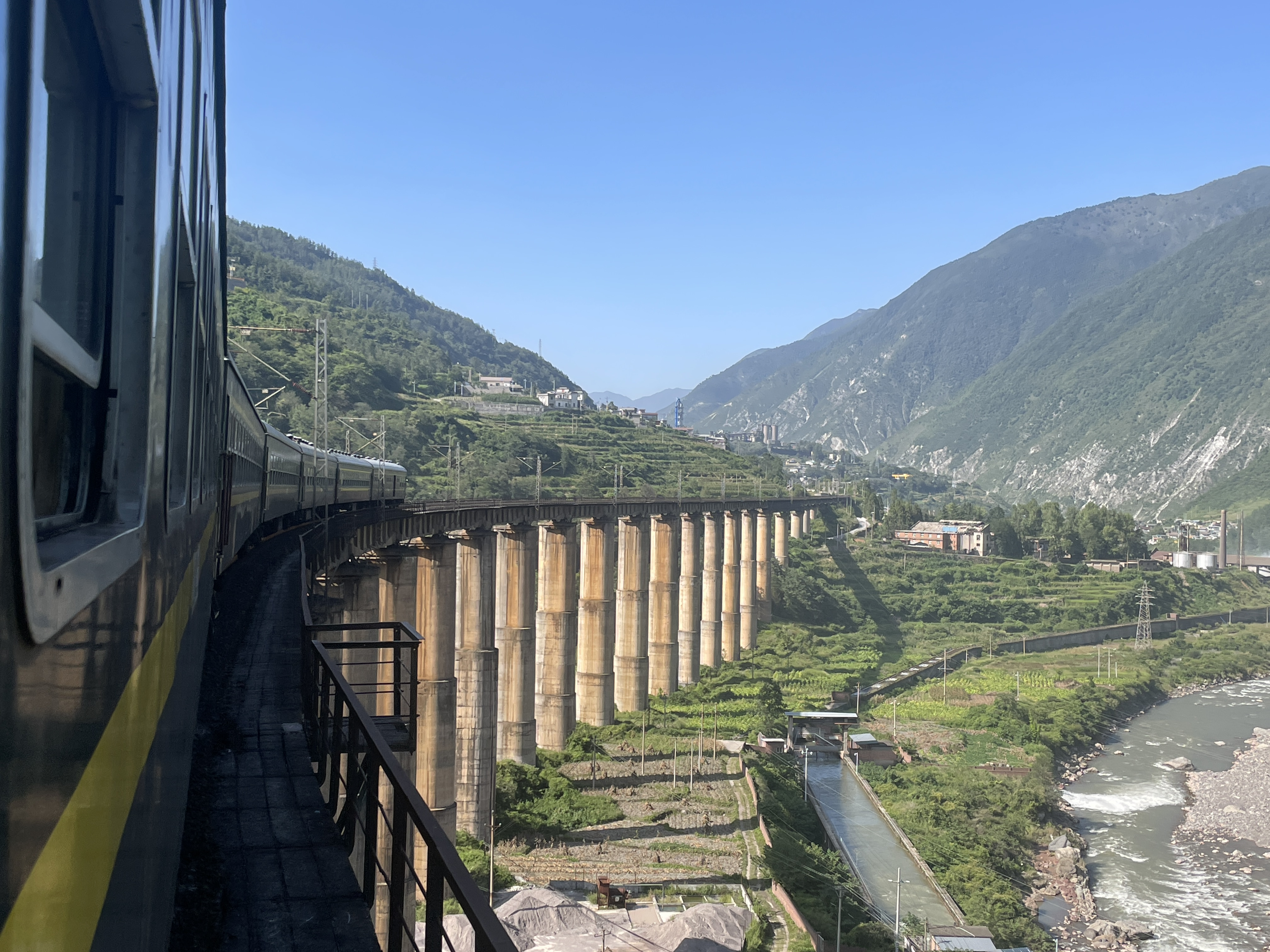
铁马大桥

车站曾经为越西县主要的火车站，被称为越西县的北大门:227,255，为三等站，共有35名职工。车站客运办理旅客乘降，曾经每日大约有5趟列车停靠，到发旅客约200人；峨广铁路开通后，车站仅有5619/5620次列车一对列车停靠。
车站货运仅办理专用线、专用铁路货运作业，同时也是西南货运快运的作业车站之一。车站货场面积7980平方米，设有通往乃托特种水泥有限公司的专用线，内有中国铁路极少数仍在服役的东风型柴油机车。
车站位于乃托展线上。乃托展线连接白果站和本站，高差196米，共有3层线路，车站下行则为铁马大桥。
2022年，越西县当地政府对车站及周围的铁马大桥进行旅游开发。

车站站台全景

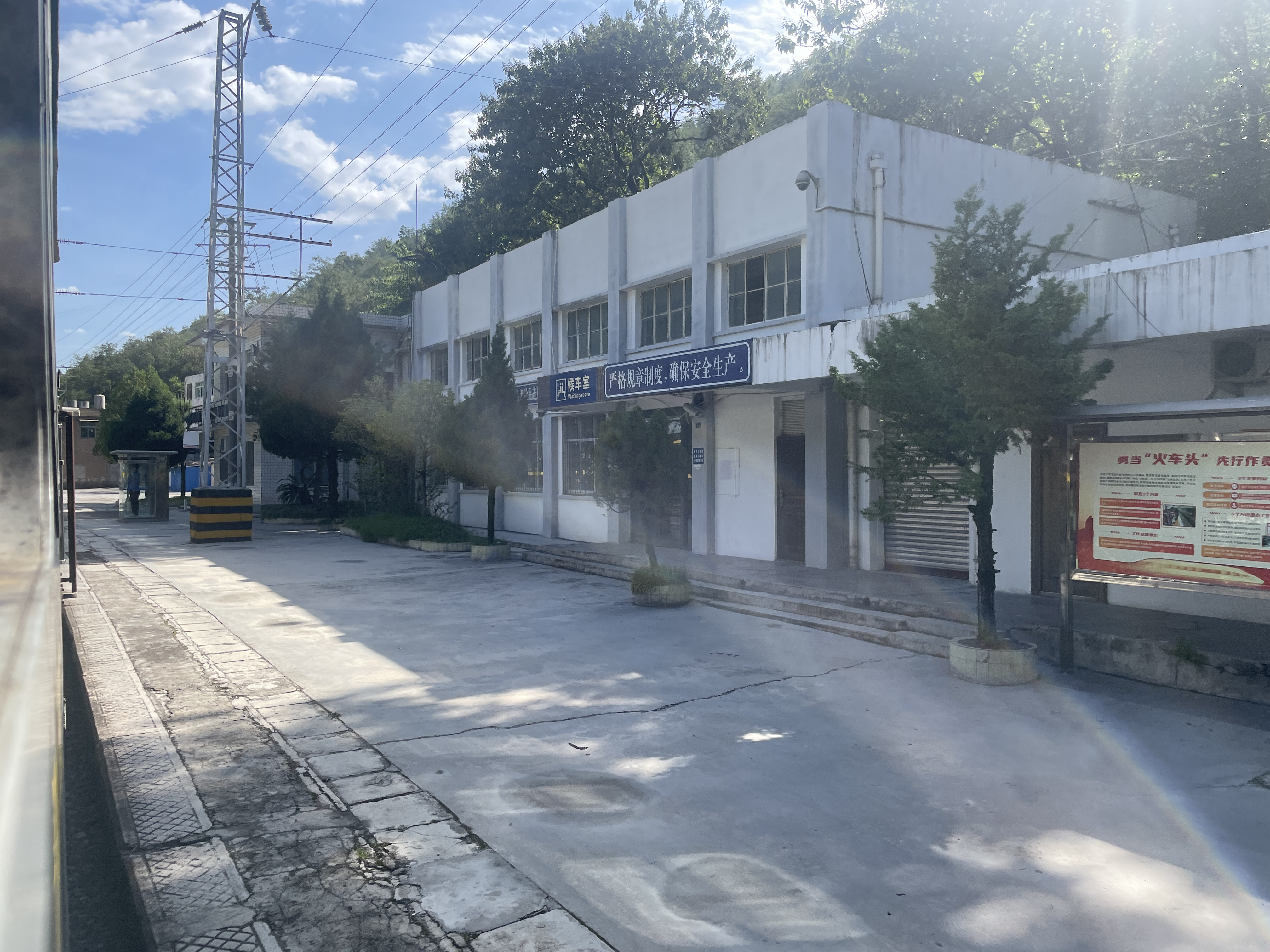
车站站房
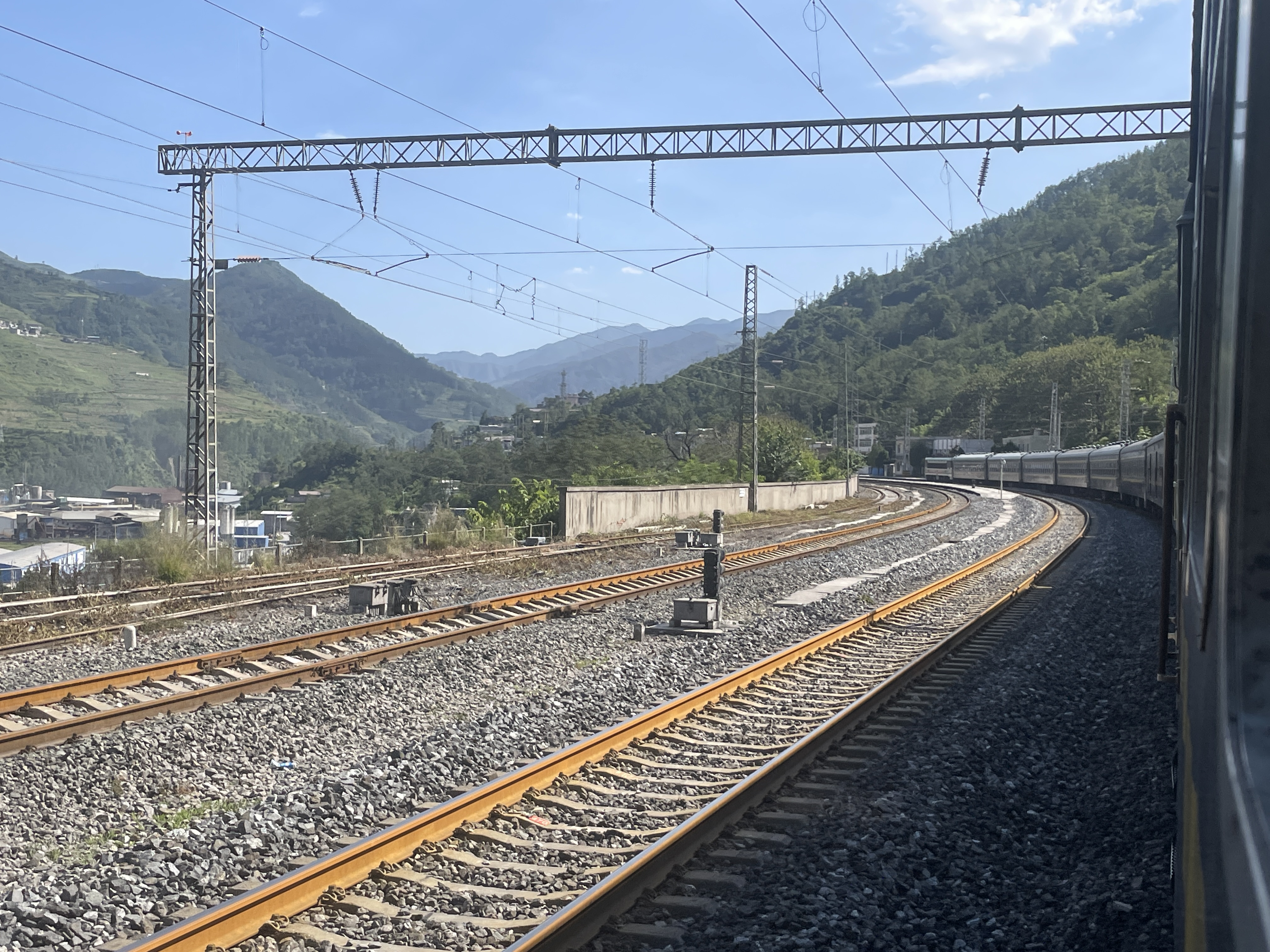
车站站场
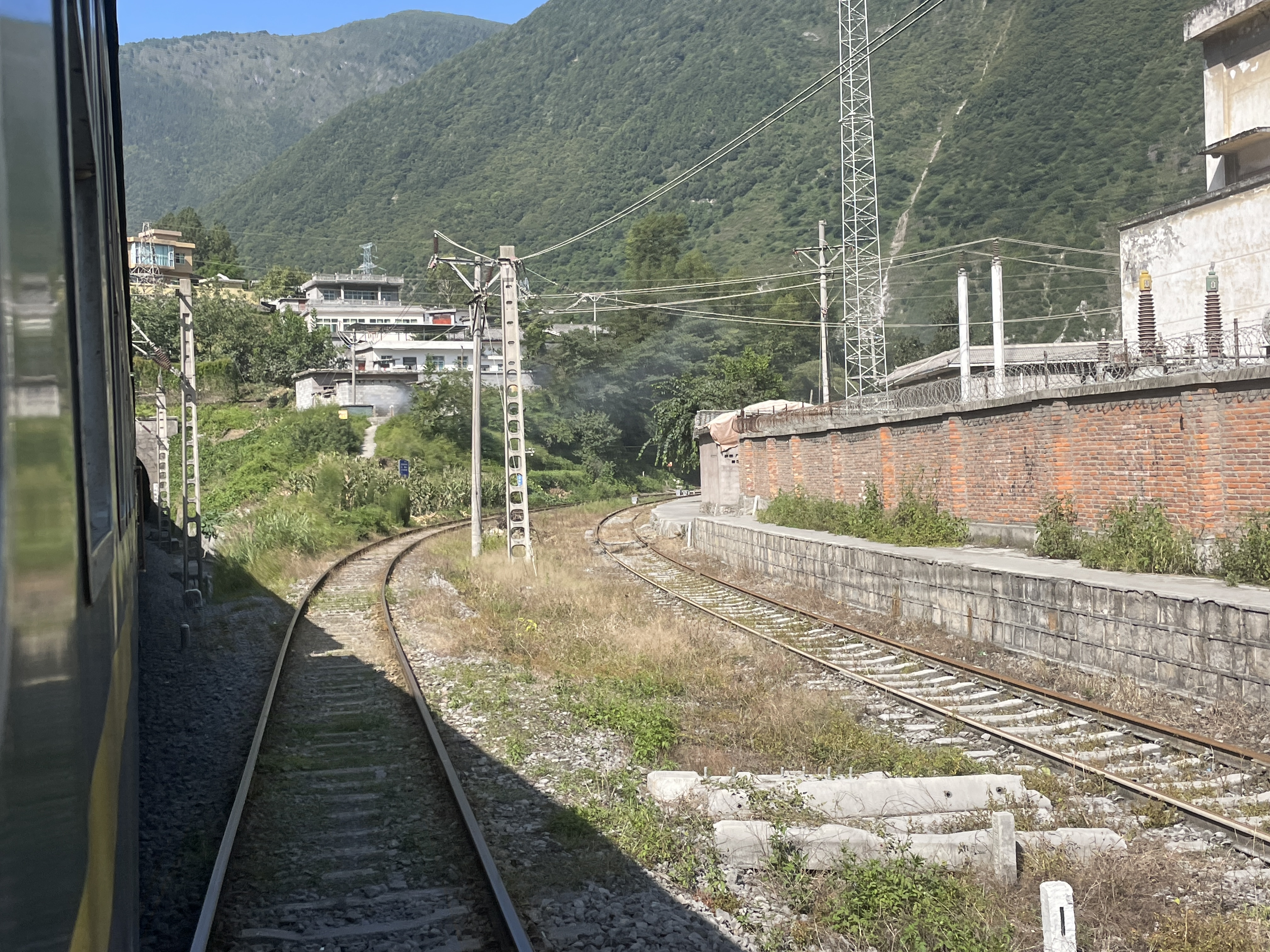
通往水泥厂的专用线
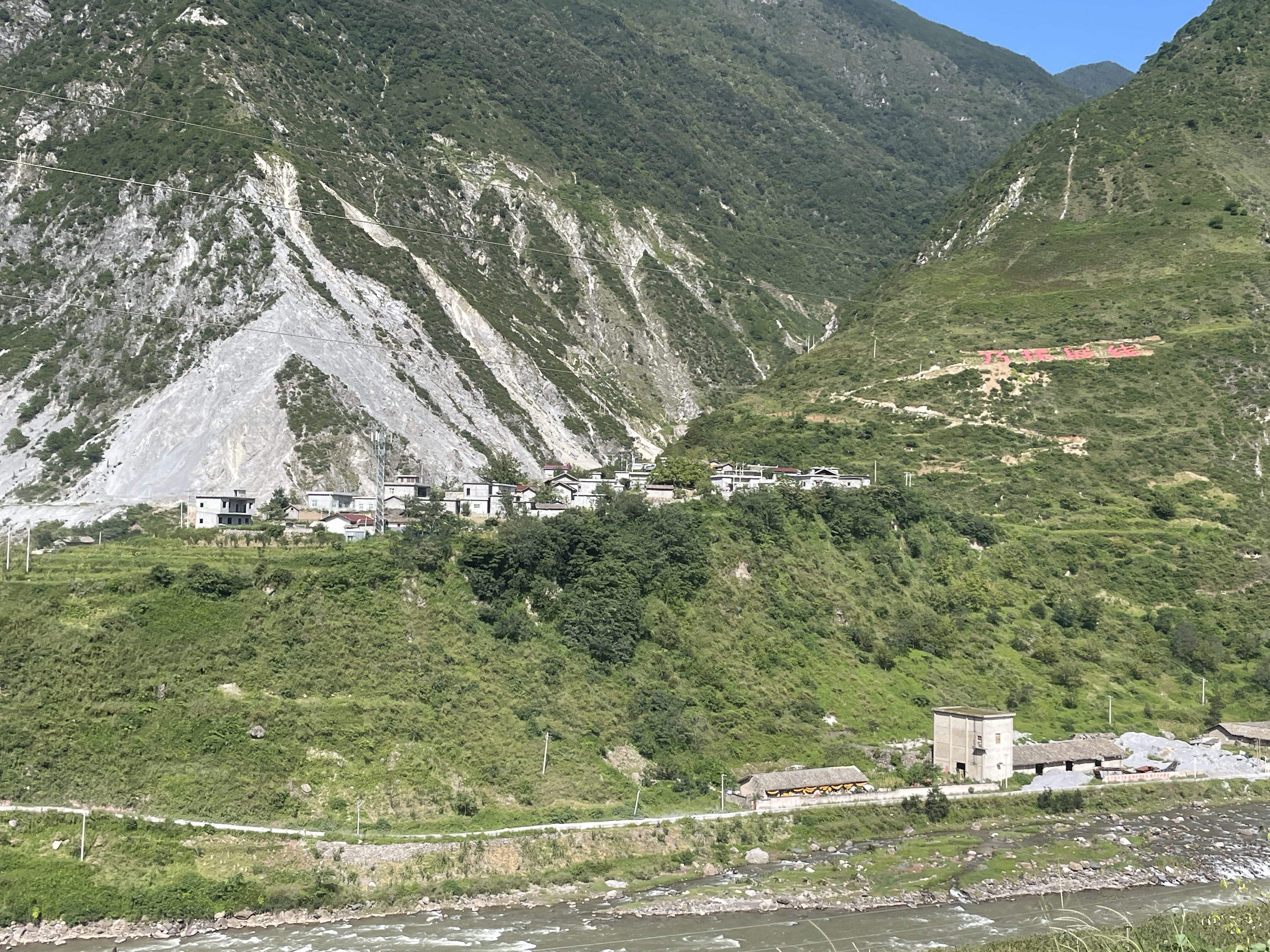
当地政府在展线附近山坡上安置的“乃托展线”标
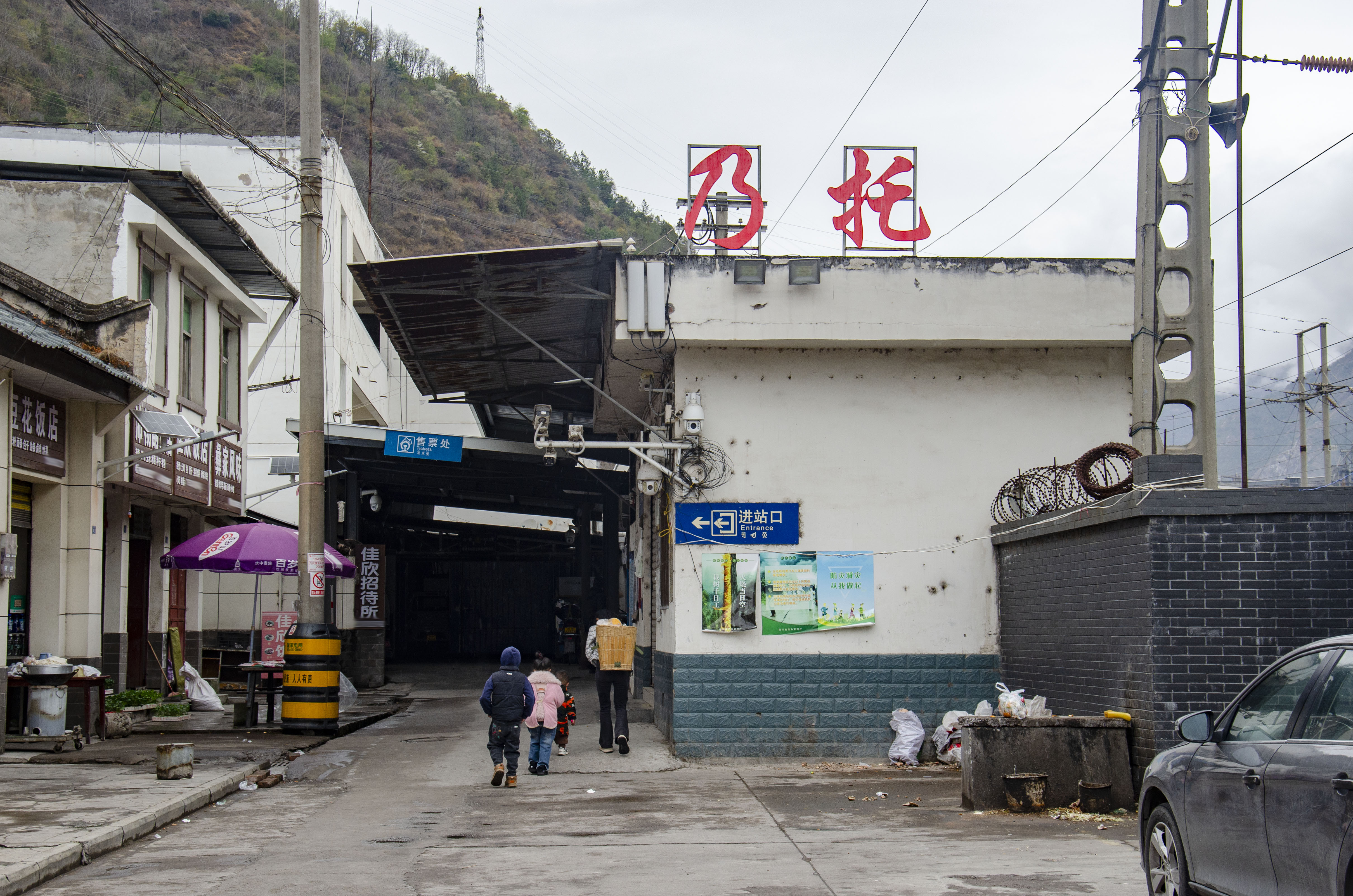
进站口
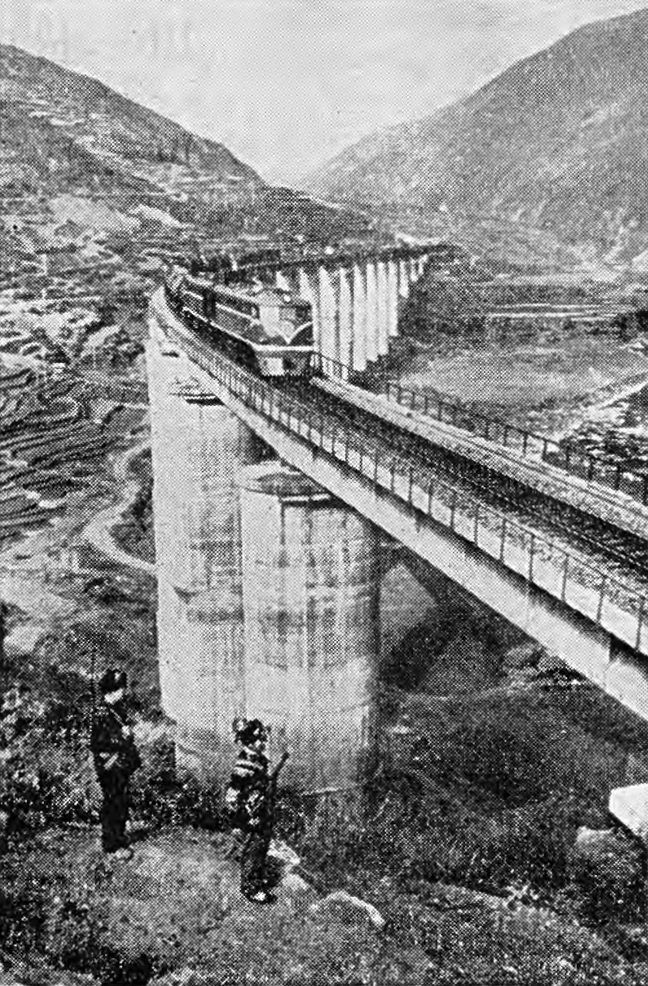
彝族女民兵守卫于铁马大桥边（1974年）

## 接驳交通
乃托站通过长2千米的乃托街（原名乃托火车站公路）与S207省道相连，该路修建于1964年，1983年曾进行过改扩建:224。